# Bostra bifida
Bostra bifida är en insektsart som beskrevs av Ludwig Redtenbacher 1908. Bostra bifida ingår i släktet Bostra och familjen Diapheromeridae. Inga underarter finns listade.